# Vytautas Landsbergis

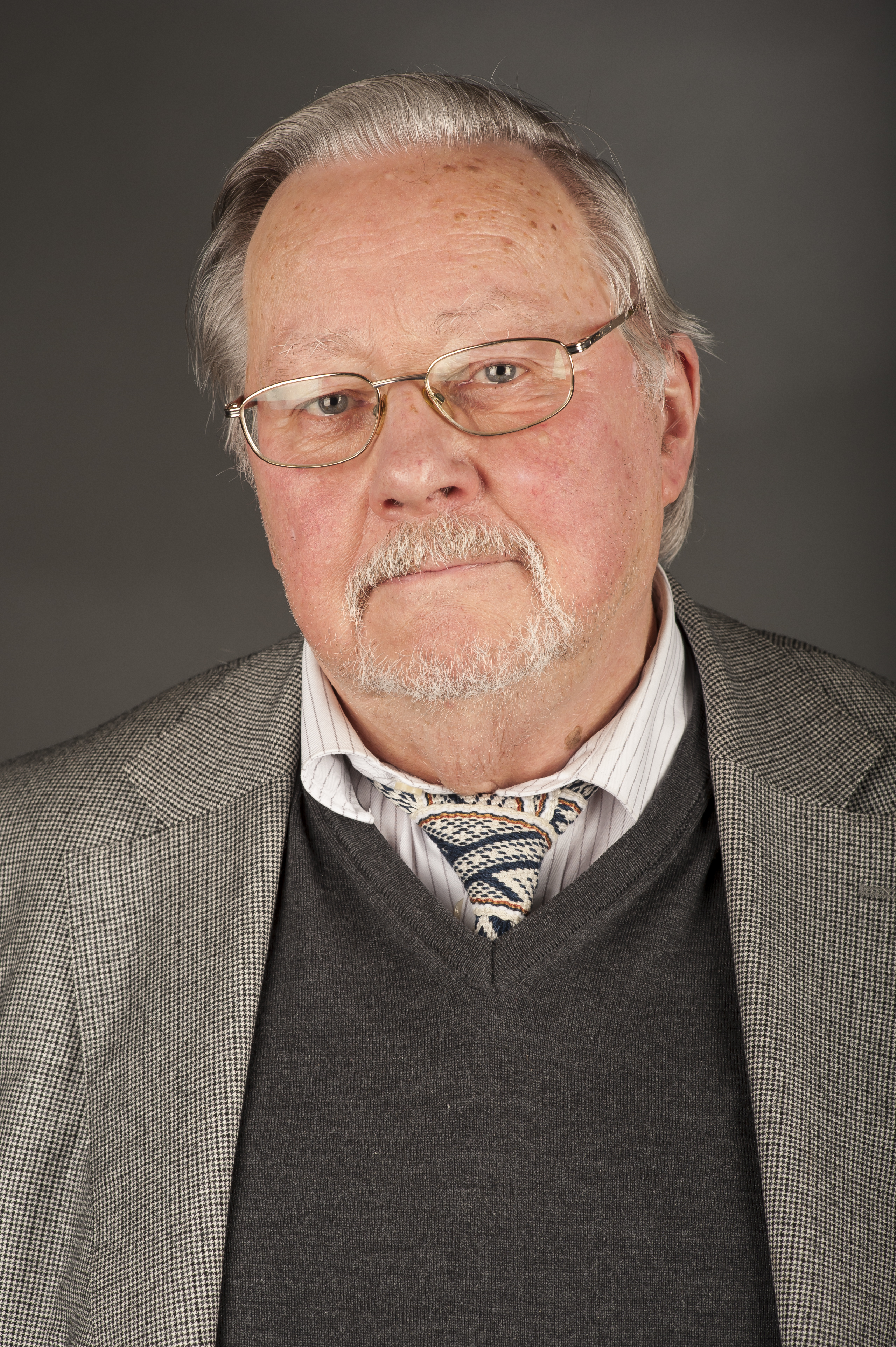
Vytautas Landsbergis 2014.

Vytautas Landsbergis, född 18 oktober 1932 i Kaunas, är en litauisk politiker. 
Landsbergis var en av de stora ledarna för demokrati- och frigörelserörelsen Sajudis under 1980-talet. Han var ordförande i Litauens högsta råd 1990–1992 och därmed landets första statschef efter självständigheten från Sovjetunionen. 1993 grundade han partiet Fosterlandsförbundet – Litauiska kristdemokrater som han ledde till 2003. Han var ledamot av Seimas, det litauiska parlamentet, 1992–2004 och var dess talman 1996–2000. Därefter var han 2004–2014 ledamot av Europaparlamentet. Han var presidentkandidat i valet 1997 men kom på tredje plats. 
Landsbergis är sedan 1978 professor i musikvetenskap.